# سوراف شاكرابارتي
سوراف شاكرابارتي (بالإنجليزية: Sourav Chakraborty)‏ هو لاعب كرة قدم هندي في مركز الدفاع، ولد في 3 يوليو 1992 في كلكتا في الهند. لعب مع نادي موهون باغان.